# Julianne Nicholson
Julianne Dee Nicholson (Medford, 1 de julho de 1971) é uma atriz norte-americana.
É conhecida pelo papel na série Ally McBeal. Fez participações em diversos seriados como ER, Law & Order, Law & Order: Criminal Intent e Masters of Sex.

## Filmografia parcial
- Long Time Since – Vivian James/Phoebe James (1997)
- One True Thing – College Student (1998)
- Harvest – Lou Yates (1998)
- Curtain Call – Sandra Hewson (1999)
- The Love Letter – Jennifer McNeely (1999)
- Storm of the Century TV  – Cat Withers (1999)
- Tully – Ella Smalley (2000)
- Godass – Nancy (2000)
- The Others - TV – Marian Kitt (2000)
- Passion of Mind – Kim (2000)
- Dead Dog – Charity (2000)
- Hero – Young German Woman (2000)
- Snatch – Bookie's Agent (sem créditos) (2000)
- Strike a Light – herself (2001)
- Ally McBeal – Jenny Shaw (episódios 91–103) (2001–2002)
- Speakeasy – Rebecca (2002)
- I'm with Lucy – Jo (2002)
- Presidio Med TV – Dr. Jules Keating (2002)
- Kinsey – Alice Martin (2004)
- Seeing Other People – Alice (2004)
- Little Black Book – Joyce (2004)
- Her Name is Carla – Carla (2005)
- Flannel Pajamas – Nicole (2005)
- Two Weeks – Emily Bergman (2006)
- Conviction – TV - Christina Finn (2006)
- Puccini for Beginners – Samantha (2006)
- Law & Order: Criminal Intent – Det. Megan Wheeler (2006–2009)
- Brief Interviews with Hideous Men – Sara Quinn (2009)
- Staten Island – Mary Halverson (2009)
- Shadows and Lies – Ann (2010)
- Boardwalk Empire – U.S. Assistant Attorney General Esther Randolph (2011– )
- Keep the Lights On (2012)
- Masters of Sex (2013) - Dr. DePaul
- Eyewitness (2016) - Xerife Helen Torrance
- Togo (2019) - Constance Seppala

1. 1 2  «Julianne Nicholson - Actress». TV Insider (em inglês). Consultado em October 9, 2022 Verifique data em: |acessodata= (ajuda)